# Civilization Phaze III
Civilization Phaze III es un álbum doble del músico y compositor Frank Zappa. Fue el último álbum en completar antes de su muerte en 1993, y editado póstumamente en diciembre de 1994 por su familia en Barking Pumpkin Records.
Categorizado por el mismo Zappa como "ópera-pantomima", el proyecto combina material de diálogos grabados en 1967, descritos por su autor como:

...decibí meter un par de micrófonos U87 en el piano, taparlo con cinta, meter una bolsa de arena en el pedal, e invitar a gente del vecindario a meter la cabeza dentro y hablar de forma instintiva sobre varios tópicos sugeridos por mi...

Las partes musicales son decididamente orquestales, realizadas con el synclavier, que ya se había utilizado en discos como Boulez Conducts Zappa: The Perfect Stranger y Jazz from Hell (1986).

## Lista de canciones

### Acto 1
1. "This Is Phaze III" – 0:47
2. "Put a Motor in Yourself" – 5:13
3. "Oh-Umm" – 0:50
4. "They Made Me Eat It" – 1:48
5. "Reagan at Bitburg" – 5:39
6. "A Very Nice Body" – 1:00
7. "Navanax" – 1:40
8. "How the Pigs' Music Works" – 1:49
9. "Xmas Values" – 5:31
10. "Dark Water!" – 0:23
11. "Amnerika" – 3:03
12. "Have You Heard Their Band?" – 0:38
13. "Religious Superstition" – 0:43
14. "Saliva Can Only Take So Much" – 0:27
15. "Buffalo Voice" – 5:12
16. "Someplace Else Right Now" – 0:32
17. "Get a Life" – 2:20
18. "A Kayak (On Snow)" – 0:28
19. "N-Lite" – 18:00

### Acto 2
1. "I Wish Motorhead Would Come Back" – 0:14
2. "Secular Humanism" – 2:41
3. "Attack! Attack! Attack!" – 1:24
4. "I Was in a Drum" – 3:38
5. "A Different Octave" – 0:57
6. "This Ain't CNN" – 3:20
7. "The Pigs' Music" – 1:17
8. "A Pig With Wings" – 2:52
9. "This Is All Wrong" – 1:42
10. "Hot & Putrid" – 0:29
11. "Flowing Inside-Out" – 0:46
12. "I Had a Dream About That" – 0:27
13. "Gross Man" – 2:54
14. "A Tunnel into Muck" – 0:21
15. "Why Not?" – 2:18
16. "Put a Little Motor in 'Em" – 0:50
17. "You're Just Insultin' Me, Aren't You!" – 2:13
18. "Cold Light Generation" – 0:44
19. "Dio Fa" – 8:18
20. "That Would Be the End of That" – 0:35
21. "Beat the Reaper" – 15:23
22. "Waffenspiel" – 4:05

## Músicos
- Frank Zappa – productor, compilador, editor, compositor, director
- Ensemble Modern – orquesta
- Dick Kunc – ingeniero (1967)
- David Dondorf – ingeniero  (1991)
- Todd Yvega – ingeniero  (1991)
- Spencer Chrislu – ingeniero  (1991)
- Uri Balashov – diseño gráfico
- Command A Studios – dirección artística

### Voces de 1967
- Spider Barbour
- All-Night John
- Frank Zappa
- Euclid James "Motorhead" Sherwood
- Roy Estrada
- Louis "The Turkey" Cuneo
- Monica
- Gilly Townley
- Unknown Girl #1
- Unknown Girl #2

### Voces de 1991
- Moon Unit Zappa
- Michael Rapaport
- Ali N. Askin
- Catherine Milliken
- Walt Fowler
- Todd Yvega
- Michael Svoboda
- Michael Gross
- William Formann
- Uwe Dierksen
- Stefan Dohr
- Daryl Smith
- Franck Ollu
- Hermann Kretzschmar
- Dweezil Zappa